# ロシアパラリンピック委員会
ロシアパラリンピック委員会（ロシアパラリンピックいいんかい、露: Паралимпийский комитет России、英: Russian Paralympic Committee）は、ロシアの国内パラリンピック委員会。

## 歴史
1996年に設立。2016年8月7日、ロシアによる国家ぐるみの組織的なドーピングにより、国際パラリンピック委員会（IPC）から資格停止処分を受けた。
2019年12月9日、世界反ドーピング機関（WADA）は、ロシア反ドーピング機関から提供されたデータがロシア選手の国家ぐるみの組織的なドーピングへの関与を隠蔽する目的でロシア当局によって改竄された疑いがあることから、ロシアに対し、全ての国際競技大会への参加を4年間禁止した。ロシア選手は、中立旗の下で中立的な立場を示すことで、2020年東京パラリンピックおよび2022年北京パラリンピックに参加することが認められた。その後、ロシアはスポーツ仲裁裁判所（CAS）に対し、WADAの決定を不服とする申し立てを行った。2020年12月17日、CASは、出場禁止を2年間に短縮し、ロシア選手に対し、中立旗ではなくロシアパラリンピック委員会の旗の下で参加することを認め、ユニフォームにロシア国旗の色を使用することを認める裁定を発表した。表彰式では、ロシア国歌の代わりとして、ピョートル・チャイコフスキーの「ピアノ協奏曲第1番」が使用された。
2022年北京オリンピックの閉幕から4日後、パラリンピックの開幕8日前の2月24日、ロシアのウクライナ侵攻が始まった。これを受け、国際オリンピック委員会やイギリスオリンピック委員会などは、IPCに対し、RPCをパラリンピックから除外するよう求めた。3月2日、IPCは、RPCとベラルーシの選手に対し中立選手としての参加を認めたが、翌3月3日に立場を一転し、参加を禁止した。これにより、3月4日の開幕を控えて既に現地入りしていたRPCおよびベラルーシの選手団は、出場することなく数日以内に帰国した。